# Pycnogonum forte
Pycnogonum forte is een zeespin uit de familie Pycnogonidae. De soort behoort tot het geslacht Pycnogonum. Pycnogonum forte werd in 1928 voor het eerst wetenschappelijk beschreven door Flynn. 